# Hampden Park
Hampden Park – szkocki stadion narodowy znajdujący się w Glasgow. Na tym stadionie swoje spotkania rozgrywa drużyna piłkarska Queen’s Park F.C.

## Historia
Inauguracja tego liczącego dzisiaj ponad 100 lat stadionu miała miejsce 31 października 1903 roku. Wówczas miejscowa drużyna Queen’s Park F.C. pokonała Celtic Glasgow. Hampden Park jest obecnie narodowym stadionem reprezentacji Szkocji. W 1937 r. na tym stadionie został ustanowiony rekord frekwencji kiedy to międzynarodowe spotkanie Szkocji z Anglią obejrzało 149 415 fanów. Rekord ten został pobity dopiero 13 lat później na brazylijskiej Maracanie.
Tragedia na Hillsborough, kiedy to w meczu FA Cup pomiędzy Liverpool F.C. a Nottingham Forrest zginęło 96 kibiców, uświadomiła konieczność zmian na boiskach w całej Wielkiej Brytanii. Dotknęło to również stadionu Hampden Park, który został zmodernizowany – głównie w celu ograniczenia liczby miejsc w postaci krzesełek.
W 2021 roku stadion był jedną z aren goszczących mecze Euro 2020.

## Ważne mecze
- 1960: finał Ligi Mistrzów: Real Madryt – Eintracht Frankfurt 7:3
- 1976 finał Ligi Mistrzów: Bayern Monachium – AS Saint-Étienne 1:0
- 2002 finał Ligi Mistrzów: Real Madryt – Bayer 04 Leverkusen 2:1
- 2007 finał Pucharu UEFA: Sevilla FC – Espanyol Barcelona 2:2 (k. 3:1)

### Londyn 2012
Hampden Park był jednym z sześciu stadionów używanych podczas turniejów piłkarskich Letnich Igrzysk Olimpijskich 2012 i zarazem jedyną areną tych igrzysk w Szkocji. W turnieju męskim odbyły się na nim trzy mecze fazy grupowej:
- Honduras – Maroko (2:2)
- Hiszpania – Japonia (0:1)
- Egipt – Białoruś (3:1)

W turnieju kobiecym rozegrano na nim cztery mecze fazy grupowej, a także jeden mecz ćwierćfinałowy:
- Stany Zjednoczone – Francja (4:2)
- Kolumbia – Korea Północna (0:2)
- Stany Zjednoczone – Kolumbia (3:0)
- Francja – Korea Północna (5:0)
- Szwecja – Francja (1:2)